# Jean-Michel Byron
Jean-Michel Byron ist ein als Byron DuPlessis in Südafrika geborener und aufgewachsener Musiker.
Nach einer Karriere als Session-Musiker startete er mehrere Projekte mit Coverbands und begann, eigene Songs zu schreiben und aufzunehmen. Eine dieser Aufnahmen gelangte zu dem Schlagzeuger Bob Colomby, der Byron Toto vorstellte. Auf Druck der Plattenfirma Sony (CBS) engagierte man ihn als Sänger. Er spielte als Nachfolger für den ausgeschiedenen Front-Sänger Joseph Williams mit der Band auf deren Greatest-Hits-Album „Past To Present“ (1990) vier neue Songs ein. Nach der anschließenden Tour wurde er aufgefordert, die Band wieder zu verlassen, da er charakterlich nicht in die Band passte und seine Live-Auftritte nicht die von Toto gewünschte Qualität erreichten. Nach seinem Engagement bei Toto brachte er 1991 sein erstes Soloalbum Byron auf den Markt. Außerdem spielte er auf Alben verschiedener Künstler mit, so beispielsweise auf dem ersten Album von Ambition. Neben ihm spielen außerdem Thom Griffin (Ex-Sänger von Trillion) und Tommy Denander auf diesem Album mit.

## Diskografie
- 1990: Past To Present (Toto)
- 1991: Byron
- 2006: Ambition (Ambition)